# Saldenau
Saldenau ist ein Gemeindeteil der Gemeinde Hohenau im niederbayerischen Landkreis Freyung-Grafenau.

## Lage
Das Dorf Saldenau liegt im Bayerischen Wald etwa einen Kilometer westlich von Hohenau an der Bundesstraße 533.

## Geschichte
Über die Gründung von Saldenau ist nichts bekannt, auffällig ist jedoch die sprachliche Übereinstimmung mit Söldenau bei Ortenburg, der Burg jenes Heinrich Tuschl von Söldenau, der 1368 auf Halser Grund die Saldenburg erbaute.
Die Grundholde von Saldenau sowie anderer Ortschaften in der Umgebung gehörten wie die Bürger der Märkte Kreuzberg und Freyung zu den sogenannten Aignern, die über gewisse Rechte im Hochstift Passau verfügten. 1788 bestand Saldenau aus sieben Anwesen und gehörte zum Oberamt der Herrschaft Wolfstein. Nach der Auflösung des Hochstifts und dessen endgültiger Eingliederung in das Königreich Bayern wurde Saldenau ein Teil des Steuerdistrikts und der Gemeinde Wasching.
Das bayerische Urkataster zeigt Saldenau in den 1810er Jahren mit sieben Herdstellen. Fünf der Anwesen sind Vierseithöfe und allesamt haben stattlichen Wirtschaftsflächen. Die Nr. 7 hatte keinen ausgewiesenen Grundbesitz und nur einen zur Nr. 3 gehörigen Kleingarten, möglicherweise ein Altenteil. Auch die Lage der Wegkapelle östlich außerhalb des Ortes ist verzeichnet.
Im Zuge der Gebietsreform in Bayern wurde es mit Wirkung vom 1. April 1971 zusammen mit anderen Gemeindeteilen der aufgelösten Gemeinde Wasching in die Gemeinde Hohenau eingegliedert, während Wasching selbst zu Ringelai kam. 1987 hatte Saldenau 137 Einwohner.

## Baudenkmäler
- Christophorus-Kapelle. Die Kapelle wurde im 16. Jahrhundert von einer Familie Kaiser aus Saldenau erbaut. Den Turm erhielt sie 1967. Sie wird vom Kapellenverein Saldenau gepflegt.

## Vereine
- Freiwillige Feuerwehr Saldenau
- Kapellenverein Saldenau. Er wurde 2001 gegründet.
- Schnupferverein Saldenau